# Sperwer (vogel)
De sperwer (Accipiter nisus) is een kleine, snelle roofvogel uit de familie van de havikachtigen (Accipitridae). De wetenschappelijke naam van de soort werd als Falco nisus in 1758 gepubliceerd door Carl Linnaeus. Het mannetje heet in het jargon van de valkerij: musket of mosket.

## Kenmerken
Opvallend is de gele iris, net als de fijn gebandeerde borst en de dunne maar krachtige, gele poten. Sperwers hebben stompe vleugels met een relatief groot oppervlak. De vleugels zijn veel breder dan van valken, waarvoor ze vaak worden aangezien. Opvallend is het grote verschil in formaat tussen mannetje en vrouwtje. Vrouwtjes zijn groter en zwaarder dan mannetjes en jagen op grotere prooien. De lengte van kop tot staart varieert van 28 tot 38 centimeter.

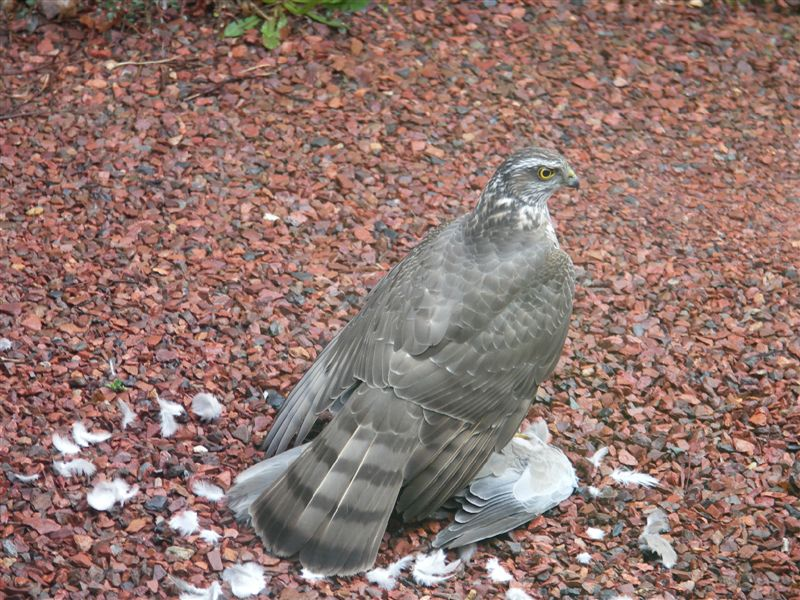
Een sperwer (wijfje) met haar prooi, een Turkse tortel
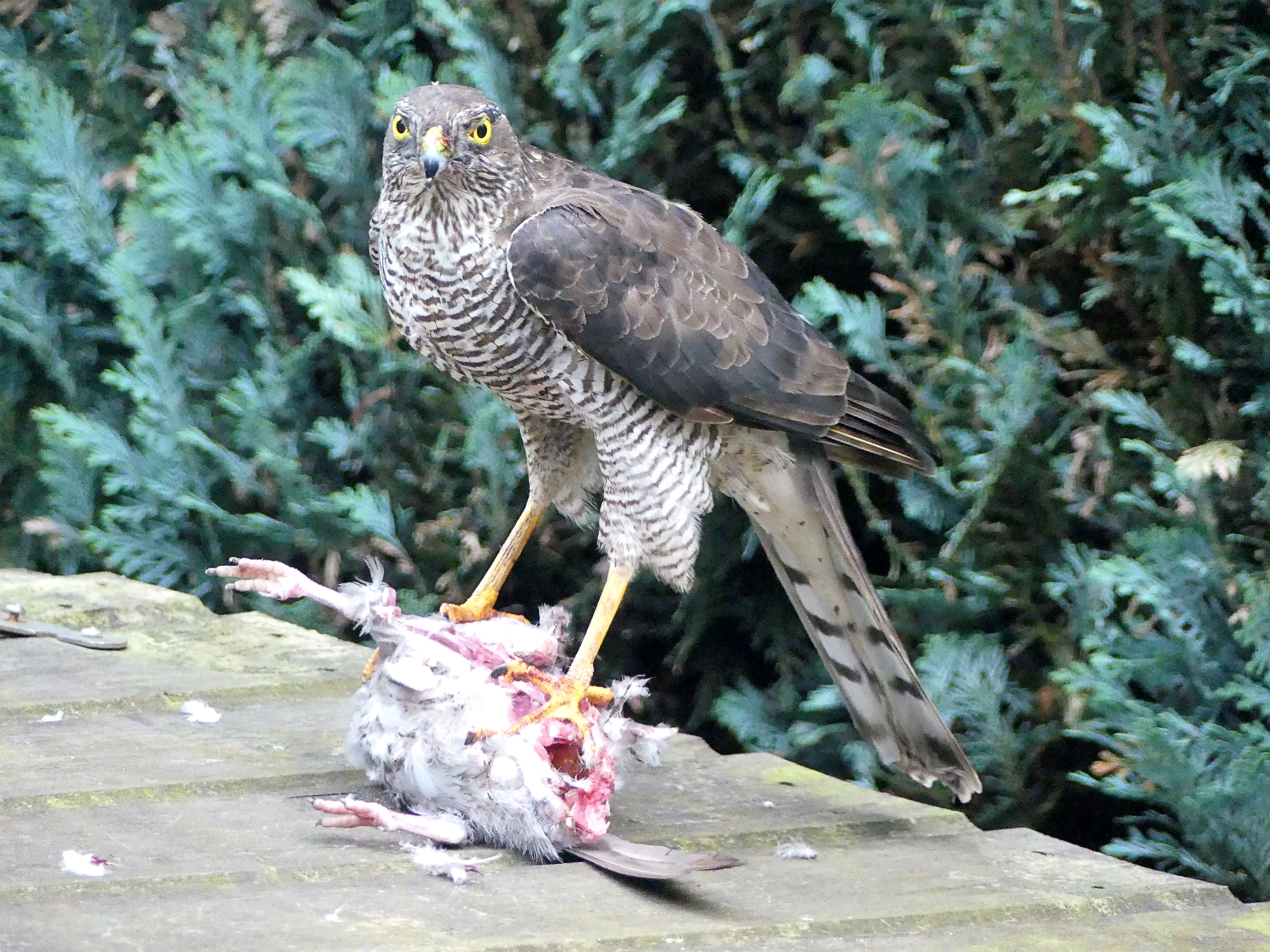
Een sperwer heeft juist een duif geslagen in een tuin

## Voedsel
Zangvogels zijn de voornaamste prooi, met name huismus, vink, merel, spreeuw en mees. Het vrouwtje vangt ook grotere prooien als de turkse tortel. De sperwer jaagt vanuit dekking, of met een plotselinge, snelle vlucht in het voorbijgaan.

## Voortplanting
De sperwer bouwt ieder jaar hoog in de bomen een nieuw nest, waarin één tot zes, maar meestal vier of vijf eieren worden gelegd.

## Verspreiding
Sperwers komen in heel Europa voor, met uitzondering van IJsland en het uiterste noorden van Scandinavië en Rusland. Het verspreidingsgebied strekt zich in een gordel uit van Rusland tot Kamtsjatka, Japan en Korea. Sperwers leven voornamelijk in bosgebieden (vaak naaldbos), maar ook in cultuurland en in steden. Vogels uit de noordelijke streken overwinteren in gematigde gebieden.
Er worden zeven ondersoorten onderscheiden:
- A. n. nisus: van Europa tot zuidwestelijk Siberië en centraal Azië.
- A. n. nisosimilis: van noordwestelijk Siberië tot noordelijk China en Japan.
- A. n. dementjevi: van Pamir tot Tiensjan en Altaj-gebergte.
- A. n. melaschistos: van oostelijk Afghanistan tot zuidwestelijk China.
- A. n. wolterstorffi: Corsica en Sardinië.
- A. n. punicus: noordwestelijk Afrika.
- A. n. granti: Madeira en de Canarische eilanden.

### Status in Nederland en Vlaanderen
De sperwer is in Nederland en Vlaanderen geen zeldzame vogel meer. Tussen 1965-1970 was het nog een uiterst schaarse broedvogel van bosgebieden op de zandgronden. Daarna volgde een geleidelijk herstel. In de oorspronkelijke broedgebieden nam het aantal toe en er volgde een uitbreiding van het broedareaal naar de laaggelegen gebieden in Nederland en Vlaanderen. In Nederland broedt de sperwer nu zelfs al in grote steden. Het aantal broedparen in Vlaanderen werd rond het jaar 2000 geschat op 1500-2500 paar. In Nederland werd rond het jaar 2000 het aantal broedparen geschat op 4000-5000, maar in 2018-2020 is dit aantal gedaald naar 2250-2700 broedparen.

## Etymologie
In het Oudhoogduits heette de vogel Sparwâri en dat is afgeleid van sparo (Sperling = Mus) en aro (Arend), in het Middelnederlands werd dat Sparwari. In het Engels is de naam een vergelijkbare samenstelling Sparrowhawk (mushavik), dus roofvogel (arend, havik) die op mussen jaagt. In Nederland bestaat ook de bijnaam Mussenarend.

## Video
- Een groep sperwers op Texel

## Afbeeldingen

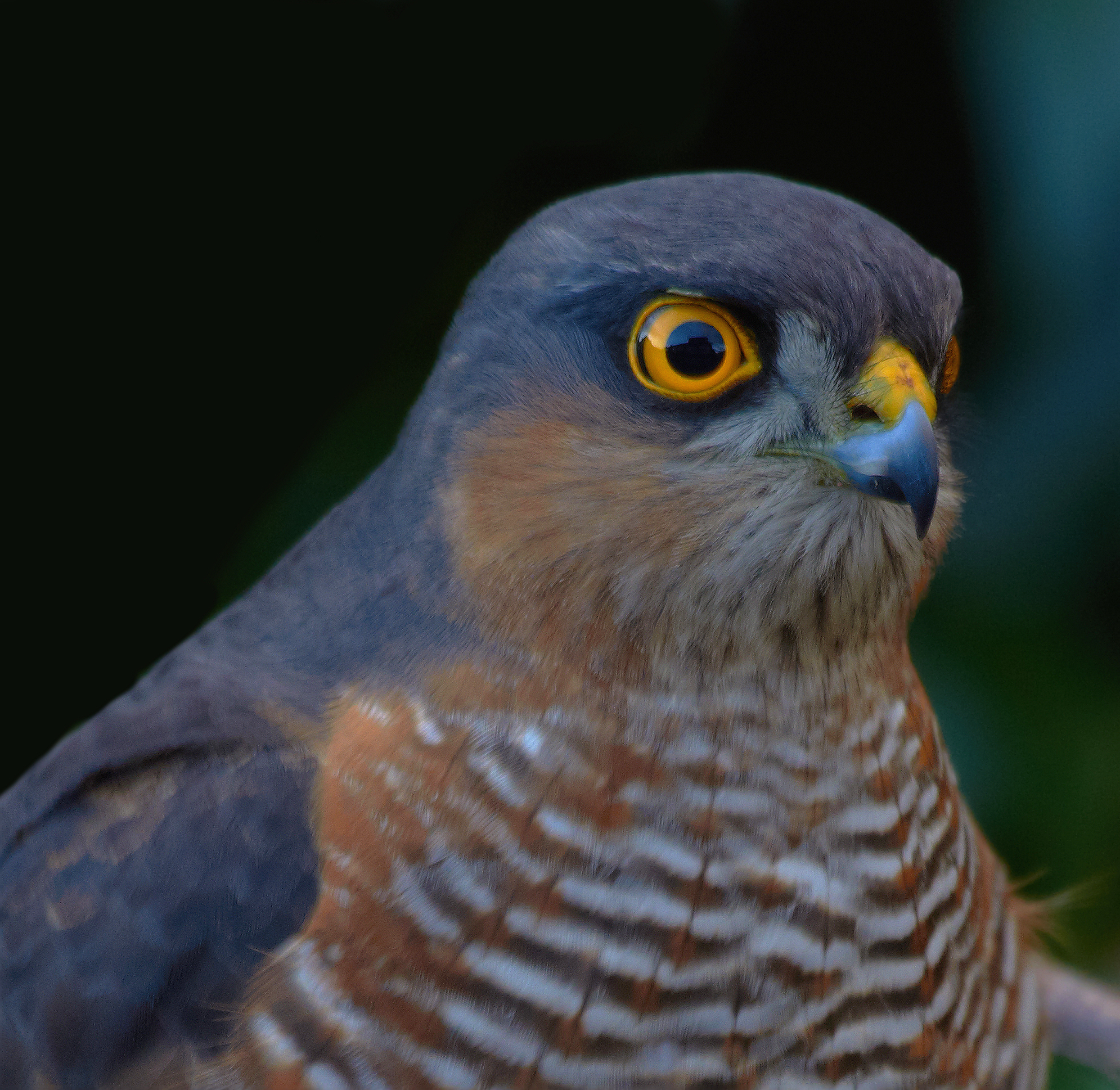
Kop mannetje
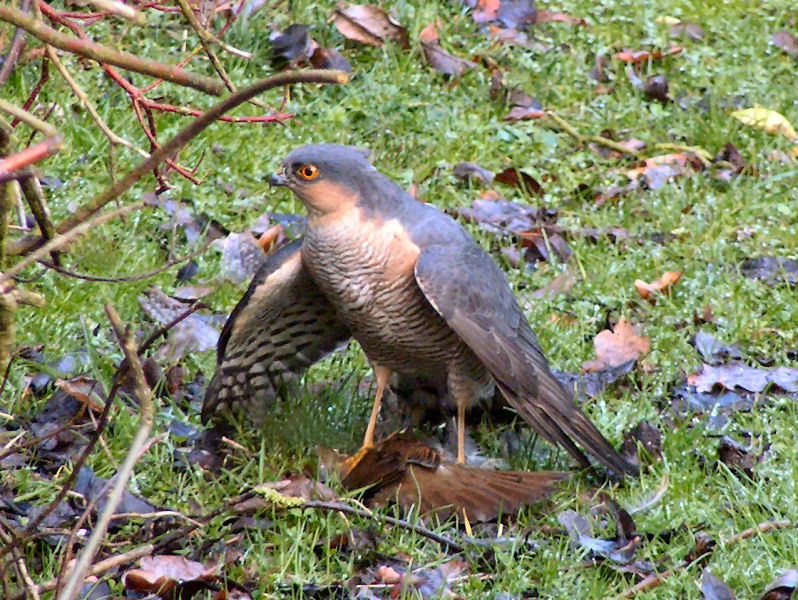
Mannetje
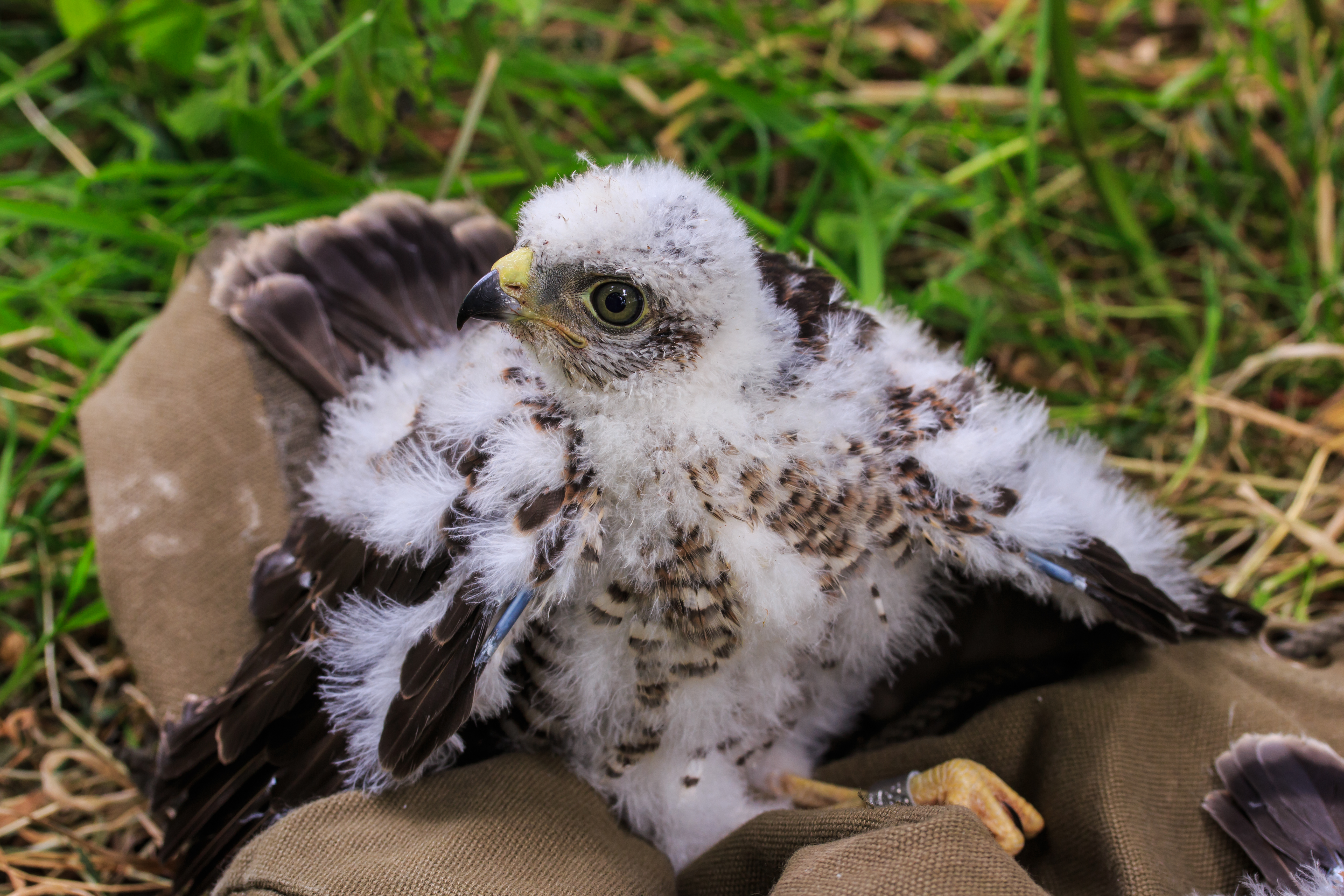
Pas geringd
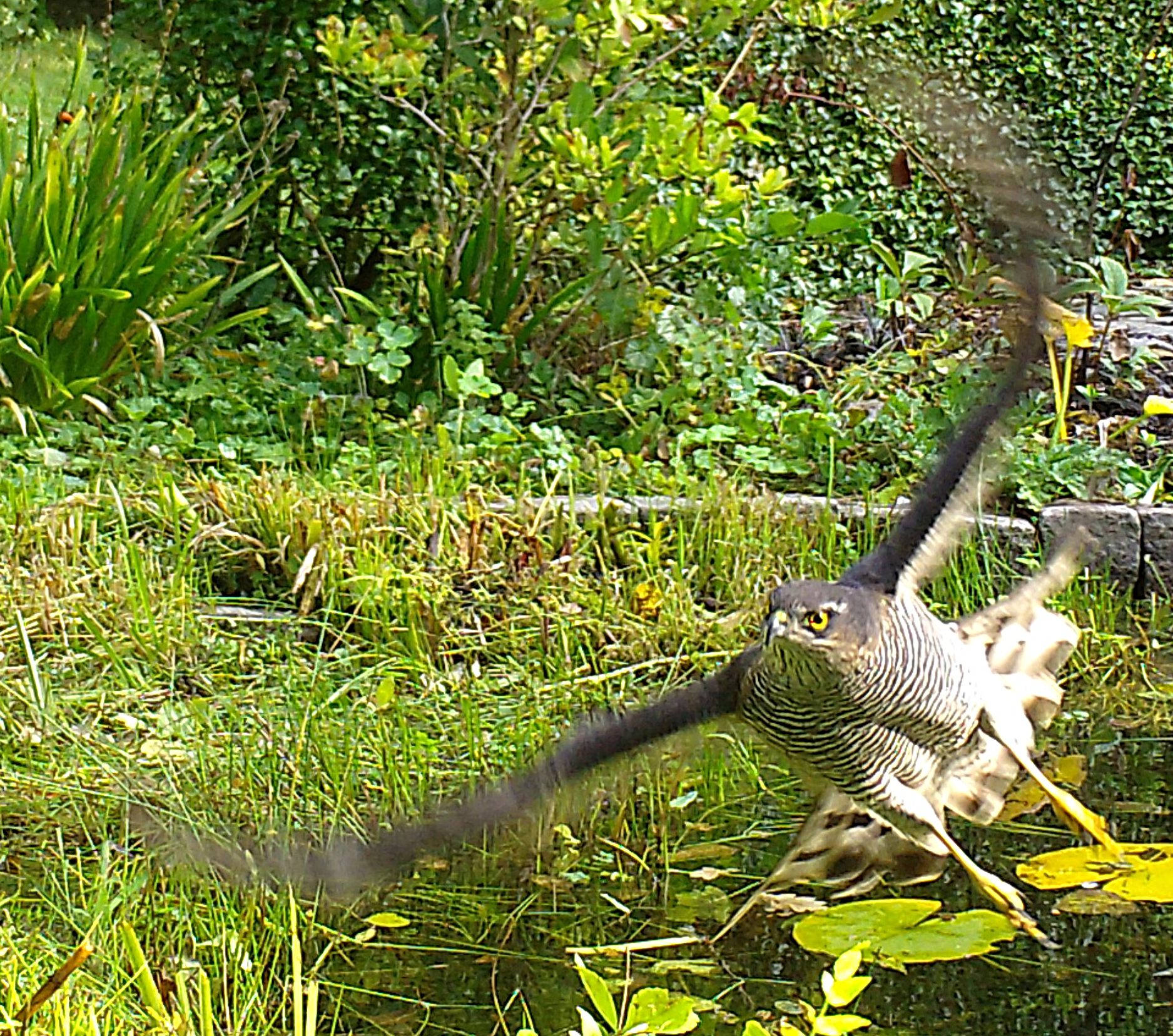
Vrouwtje vliegt op
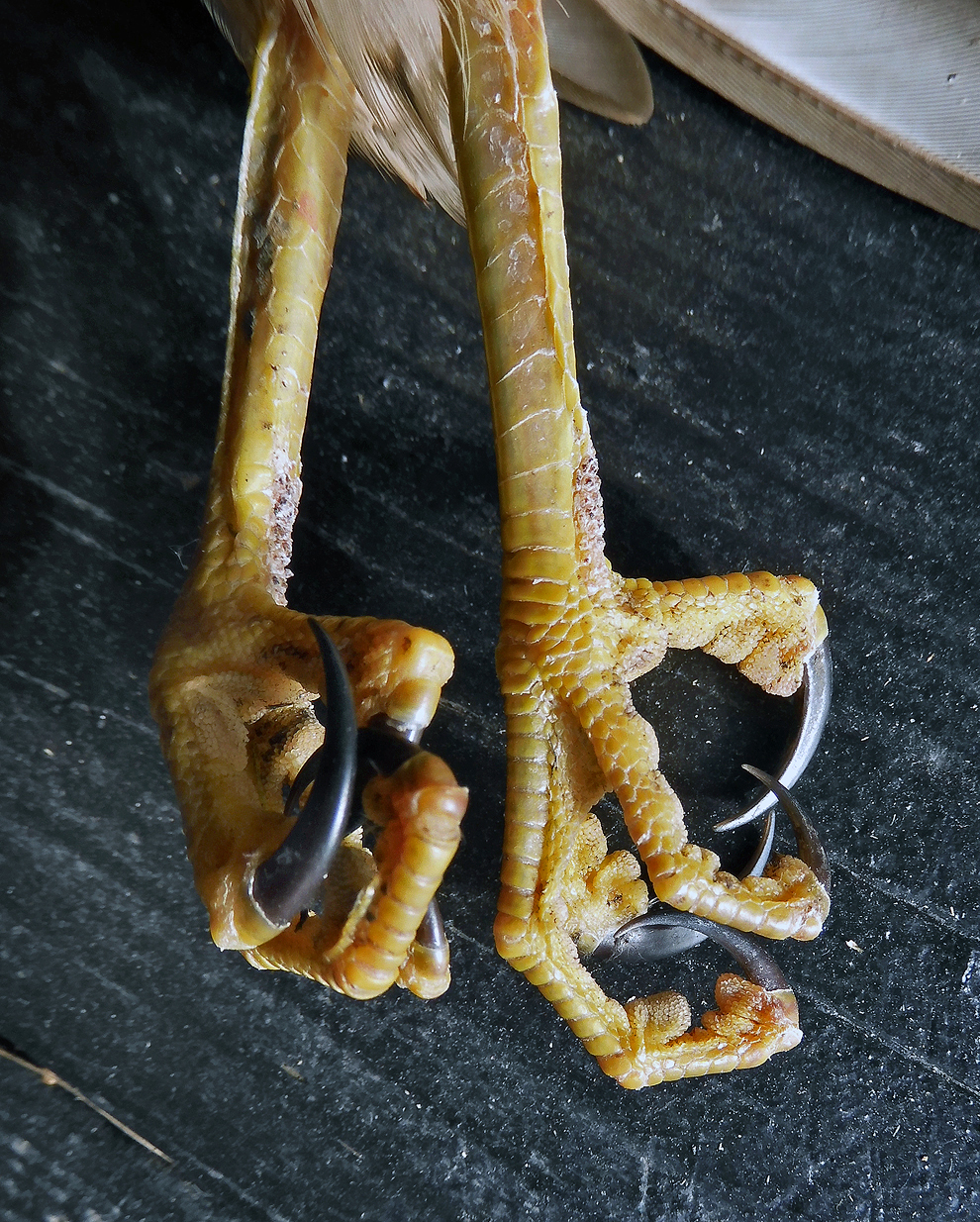
De klauwen van een jonge Sperwer.
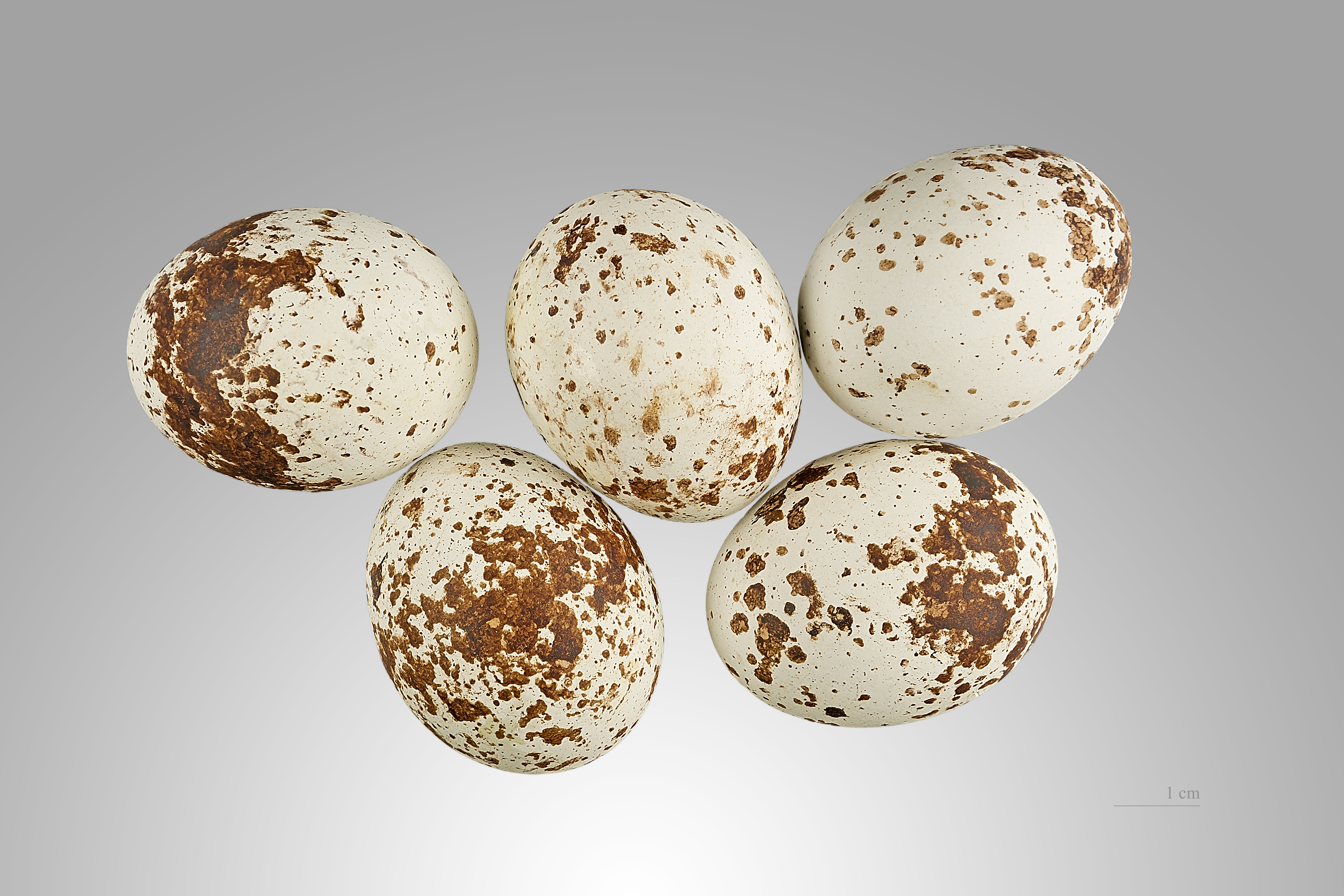
Eieren
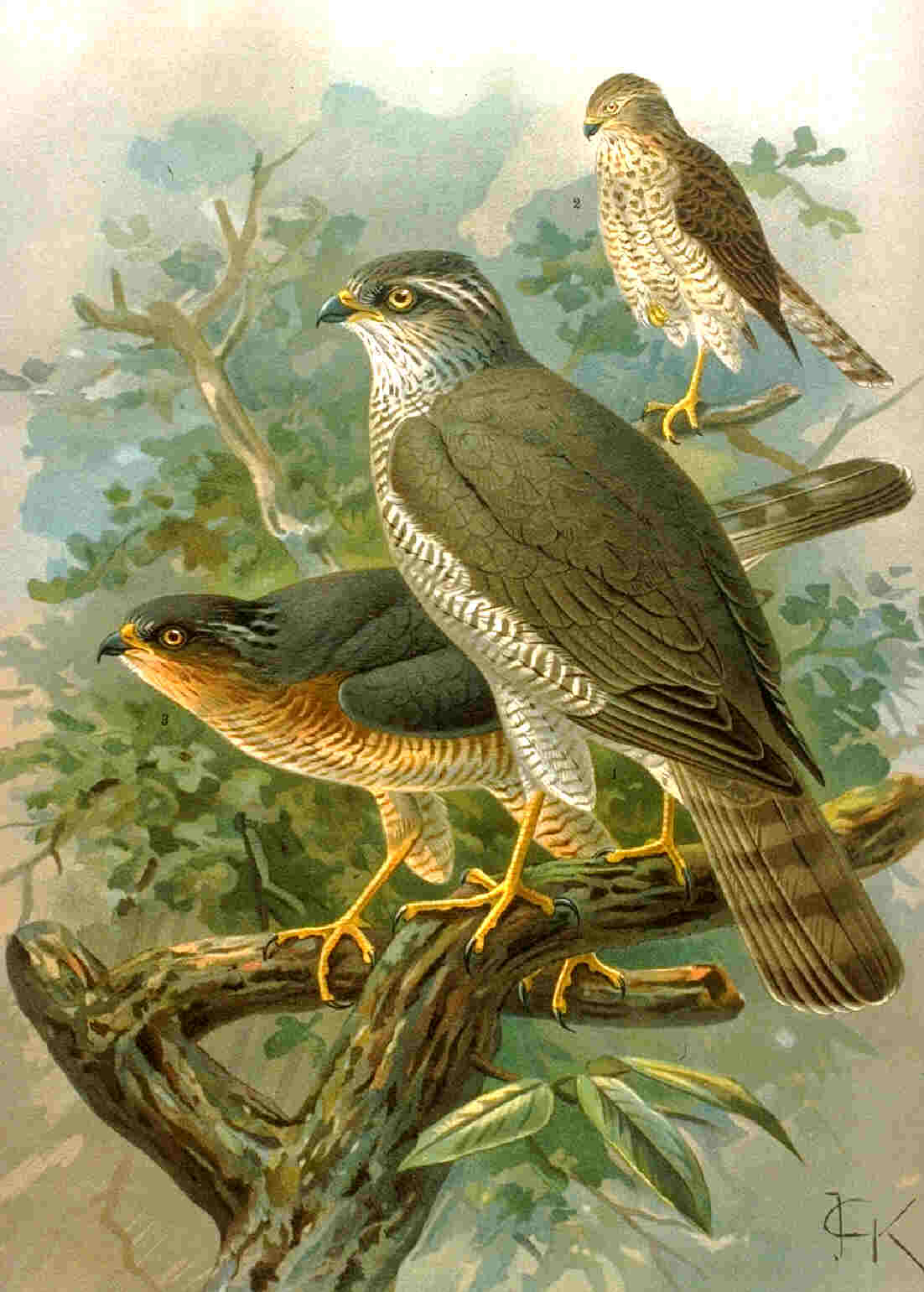
Sperwers Naumann, Naturgeschichte der Vögel Mitteleuropas
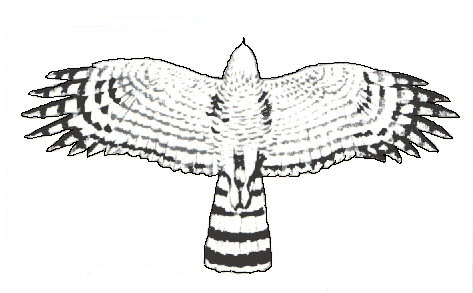
Sperwer